# Idaea atrata
Idaea atrata är en fjärilsart som beskrevs av Fuchs 1904. Idaea atrata ingår i släktet Idaea och familjen mätare. Inga underarter finns listade i Catalogue of Life.